# Nintendo Switch 2
La Nintendo Switch 2 (ニンテンドースイッチ2, Nintendō Suitchi Tsū) est une console de jeux vidéo du constructeur japonais Nintendo, sortie le 5 juin 2025. À l'instar de la Nintendo Switch, sortie en 2017, il s'agit d'une console hybride, conçue pour être utilisée aussi bien comme console portable que comme console de salon, grâce à sa station d'accueil reliée à un téléviseur.

## Histoire

### Contexte
À la fin des années 2000, Nintendo a réussi à séduire le grand public avec la Wii. C'est avec l'ambition de s'adresser à nouveau aux joueurs confirmés que la firme se lance dans l'élaboration de son successeur,. Elle imagine une console plus puissante avec un concept innovant : mêler tablette et téléviseur. Cette idée prend forme pour la première fois avec la Wii U, une console dont la manette — le Wii U GamePad — est pourvue d'un écran tactile. Bien que ressemblant à une console portable, il s'agit toutefois bien d'une manette. Son écran affiche seulement ce que lui communique la véritable console grâce à une connexion sans fil, dont la portée est de l'ordre d'une dizaine de mètres sans obstacle. Par conception, la Wii U est donc cantonnée à un usage relativement statique. Son concept ne convainc pas les consommateurs et la console se vendra à un peu moins de 14 millions d’exemplaires, bien en dessous des 100 millions de ventes de la Wii. Il s'agit cependant d'un échec formateur pour Nintendo. Les retours des joueurs, désireux de pouvoir utiliser leur console de façon plus libre (aussi bien sur téléviseur ou sur tablette, sans restriction de portée) alimentent le processus de création de la future Nintendo Switch.
Quelques années plus tard, celle-ci est devenue la troisième console la plus vendue de l'histoire, avec plus de 150 millions d'exemplaires écoulés au 31 décembre 2024. Elle se rapproche des scores de la Nintendo DS (plus de 154 millions d'exemplaires) et de la PlayStation 2 (plus de 160 millions). Grâce à ce succès record, la Nintendo Switch a lancé le marché des consoles hybrides. Depuis sa sortie, de nombreuses machines du même type ont vu le jour, telles que le Steam Deck, l'Asus ROG Ally, la MSI Claw, la Lenovo Legion Go ou encore la Zotac Zone,. Dans le même temps, le marché des consoles de salon a également évolué, les huit années de vie de la Switch ayant vu le lancement de la PlayStation 5 et de la famille Xbox Series, inaugurant la neuvième génération de consoles,.

### Développement
Les réflexions autour de la relève de la Nintendo Switch commencent peu de temps après la sortie de celle-ci. Le projet est formellement lancé en 2019 avec la désignation des trois hommes responsables de la future Nintendo Switch 2. Kōichi Kawamoto et Takuhiro Dohta, de Nintendo Entertainment Planning & Development, sont respectivement nommés producteur et directeur de la console. Le premier fut directeur général pour la Nintendo Switch — également impliqué dans des projets comme Nintendo Labo, Ring Fit Adventure, Miitopia ou encore Nintendo Music — tandis que le second a notamment œuvré comme directeur technique sur des jeux tels que The Legend of Zelda: Breath of the Wild et The Legend of Zelda: Tears of the Kingdom. Tetsuya Sasaki, directeur général de Nintendo Platform Technology Development, endosse quant à lui le rôle de directeur technique,,.
D'après Kōichi Kawamoto, l'équipe de développement était convaincue que le concept de console hybride de la Nintendo Switch avait « encore beaucoup de potentiel », ce qui justifiait de viser en premier lieu son perfectionnement plutôt que l'ajout de fonctionnalités avant-gardistes, comme ce fut le cas sur certaines consoles historiques de la firme (notamment la Nintendo DS et son écran tactile, la Wii et la détection de mouvements, la Wii U et son GamePad, voire la Switch elle-même),. Ainsi, les performances de la future console sont considérées comme une priorité dès les premières phases du développement. Dans l'optique de « proposer des expériences de jeu inédites », d'après Kawamoto, l'équipe a cherché à doter la nouvelle console d'un processeur plus puissant et rapide, à même de permettre aux concepteurs de jeux de mettre en œuvre des mécaniques de gameplay innovantes, comme la destruction de terrain dans Donkey Kong Bananza ou les circuits interconnectés de Mario Kart World. D'un autre côté, la consommation électrique du processeur et de la mémoire se devait d'être mesurée afin de proposer une autonomie propice au jeu nomade. C'est le fabricant Nvidia qui est finalement désigné pour développer un processeur sur mesure : le Tegra T239. Celui-ci apporte son lot de fonctionnalités, comme l'upscaling temps réel à base d'apprentissage profond (technologie DLSS (en) créée par Nvidia) et le ray tracing — bien que Nintendo ait fait le choix de ne pas communiquer en détail sur les spécifications techniques des composants. Enfin la console est équipée d'un lecteur de cartes microSD Express, permettant une accélération majeure des jeux installés en stockage étendu.
De fait, la future console dispose d'une architecture matérielle et de composants résolument différents de son aînée, contrairement aux consoles Nintendo 3DS et Wii U, dont la proximité avec la Nintendo DS et la Wii avait facilité la mise en œuvre d'une rétrocompatibilité. Néanmoins, l'équipe de développement de la Switch 2 s'est mise au défi de rendre cette dernière compatible avec les jeux Switch. Selon Takuhiro Dohta, la possibilité d'un émulation purement logicielle a été écartée car elle aurait représenté une charge trop lourde pour la console, diminuant excessivement son autonomie. À la place, l'équipe a mis au point une solution « qui se situe quelque part entre un émulateur logiciel et une compatibilité matérielle », fondée sur une conversion des données de jeu Switch en temps réel, en amont de leur traitement par le processeur de la Switch 2. La compatibilité de chaque jeu Switch est ensuite testée individuellement. À cette occasion, l'équipe relève des gains en performance, notamment en raison de sa puissance de traitement (résultant en une meilleure stabilité) et de la vitesse de lecture/écriture accrue des données de jeu (réduisant les temps de chargement).
Du côté des manettes, l'équipe de développement de la Nintendo Switch 2 choisit de repartir de zéro. Si le concept des Joy-Con — les manettes détachables de la Nintendo Switch — est conservé, l'idée d'une fixation magnétique ressurgit après avoir été abandonnée pour leur première itération, faute d'aimants assez puissants et sécurisants. En outre, hormis leur gabarit plus grand, les Joy-Con 2 sont dotés d'un nouveau système de contrôle optique. En donnant aux manettes une fonctionnalité de souris d'ordinateur, les développeurs ont cherché à répondre à plusieurs enjeux : élargir l'éventail de jeux de la Switch 2 aux titres conçus pour PC, créer de nouvelles possibilités de gameplay (comme avec le jeu Drag x Drive, ou chaque manette permet de contrôler l'une et l'autre des roues d'un fauteuil roulant), ou encore équilibrer l'expérience utilisateur (la fonction tactile étant uniquement disponible en mode portable, ce qui générait une disparité avec le mode téléviseur). Pour Kawamoto, qui explique avoir imaginé un Joy-Con comme souris alors qu'il jouait sur PC, cette initiative résonne aussi avec la philosophie de « pensée latérale avec une technologie vieillie », énoncée par le créateur de la Game Boy et ancien directeur général de Nintendo Research & Development 1, Gunpei Yokoi. D'un point de vue pratique, le capteur optique est décrit par Tetsuya Sasaki comme pensé pour fonctionner sur une variété de surfaces « en réponse aux demandes des créateurs de jeux ». Le mode souris est notamment appelé à être mis à profit dans les jeux Super Mario Party Jamboree et Metroid Prime 4. Pour finir, les Joy-Con 2 embarquent également des améliorations au niveau du confort des joysticks et du retour haptique. Baptisé HD Rumble 2.0, le nouveau système de vibration est conçu pour être plus polyvalent, puissant et réactif. D'après Sasaki, celui-ci s'inscrit dans un travail au temps long par lequel Nintendo chercherait à développer « le sommet de toutes les manettes ».
Pour l'écran, Nintendo se détourne de la technologie OLED utilisée par le modèle homonyme de la Switch, qui offrait un meilleur rendu des couleurs et une plus grande profondeur des noirs, mais présentait également un coût plus élevé. Bien que cette technologie ait été envisagée pour la Switch 2, Sasaki explique que les progrès notables connus par les écrans LCD (notamment la prise en charge du HDR) ont constitué un atout décisif dans leur adoption.
Sur le plan fonctionnel, la Nintendo Switch 2 inaugure un service de visioconférence intégré baptisé GameChat. Pendant la pandémie de Covid-19 et les confinements successifs, cherchant à pallier la limite de partage d'un seul écran lors des réunions de travail à distance, les développeurs de Nintendo avaient pris l'habitude d'utiliser leur webcam pour filmer leur écran de jeu. D'après Kawamoto, « c'était comme si nous étions tous dans la même pièce, chacun amenant sa propre console pour jouer au jeu ensemble ». Le concept de chat vocal pour gamers avait précédemment été exploré avec Discord, l'intégration de Skype à la Xbox One, et au sein même de Nintendo, avec l'accessoire microphone Wii Speak de la Wii et le service Wii U Chat. Par la suite, un chat vocal avait été proposé dans l'application mobile Nintendo Switch Online plutôt que directement sur la console Nintendo Switch (ce qui était impossible, d'après Kawamoto, en raison de sa puissance de traitement insuffisante). Le développement de la Nintendo Switch 2 permet d'intégrer la fonctionnalité en série. À cette occasion, le Joy-Con 2 de droite accueille un nouveau bouton C dédié. Le boîtier de la console embarque également une puce de traitement audio chargée de la réduction du bruit et du contrôle automatique du gain, visant à rendre le chat vocal plus robuste dans les différents environnements et modes de jeu. Le chat vocal s'accompagne de vidéo, permettant à chaque joueur de se filmer et de partager son écran. Ainsi, GameChat a soulevé plusieurs questions en matière de sécurité et de performance. Pour garantir une utilisation sûre, notamment par les jeunes joueurs, les conversations sont limitées aux utilisateurs présents dans la liste d'amis, s'accordant avec le contrôle parental le cas échéant. Les discussions vidéo peuvent être désactivées et la console peut être paramétrée de sorte à filtrer l'image pour ne conserver que le visage du joueur. Concernant la question de l'usage des ressources système, Dohta note que les discussions entre développeurs de logiciel et développeurs système a pu s'apparenter à une « négociation budgétaire », Sasaki relevant que les développeurs souhaitaient « toutes ces fonctionnalités mais avec un budget système nul ».
La Nintendo Switch 2 est également pourvue d'un service de partage local de jeux appelé GameShare. Selon Kawamoto, un tel service était envisagé dès le développement de la Switch, faisant écho à la fonctionnalité « Téléchargement » des consoles Game Boy Advance et Nintendo DS. Cette idée avait toutefois été abandonnée en raison du volume de données logicielles à transmettre entre les consoles. GameShare adopte une approche distincte : celle du streaming. D'après Kawamoto, l'équipe de développement a eu l'idée de combiner la puissance de traitement avancée de la Switch 2 avec la technologie d'envoi des images de la Wii U vers son GamePad, permettant d'éviter le transfert chronophage de logiciels. GameShare permet ainsi de partager un seul exemplaire d'un jeu entre deux et quatre joueurs, avec la possibilité de vues personnalisées pour chaque joueur. Le service est également conçu pour fonctionner entre consoles Switch et Switch 2 avec certains jeux.

### Rumeurs
Dès 2019, des rumeurs font état d'un hypothétique modèle haut de gamme de la Nintendo Switch, fréquemment surnommé « Nintendo Switch Pro » dans les médias. Bon nombre des caractéristiques s'avèrent finalement être celles du modèle OLED de la Nintendo Switch, sorti en 2021. En octobre 2020, auprès de ses investisseurs, Nintendo déclare travailler sur la prochaine console. En décembre 2022, Digital Foundry affirme que Nintendo avait pu envisager une Nintendo Switch Pro, mais se serait finalement concentré sur un véritable successeur de la Nintendo Switch. En 2023, des rapports judiciaires relatifs à l'acquisition d'Activision Blizzard par Microsoft faisaient mention d'une « NG
 Switch ». 
En juin 2023, lors d'une séance de questions-réponses avec les actionnaires, le président de Nintendo, Shuntaro Furukawa assure que l'entreprise œuvre à faciliter la transition vers la nouvelle console pour les possesseurs de la Nintendo Switch. Le système de compte Nintendo doit ainsi être conservé. De plus, la rétrocompatibilité est décrite comme un élément-clé de la conception, la firme déclarant notamment : « la Nintendo Switch est utilisée par de nombreux consommateurs, et nous avons décidé que la meilleure direction à prendre serait que les consommateurs puissent jouer à leurs logiciels Nintendo Switch déjà achetés sur le successeur de la Nintendo Switch ».
En juillet 2023, le média spécialisé Video Games Chronicle affirme que les principaux développeurs tiers ont reçu des kits de développement de la part de Nintendo et indique que la future console pourrait être lancée dès 2024. Video Games Chronicle annonce que, à l'instar de la Nintendo Switch, la Switch 2 serait prévue pour un usage nomade et supporterait les jeux physiques sous la forme de cartouches. Pour l'affichage, la technologie LCD serait privilégiée par rapport à l'OLED, utilisée par la variante du même nom mais considérablement plus onéreuse.

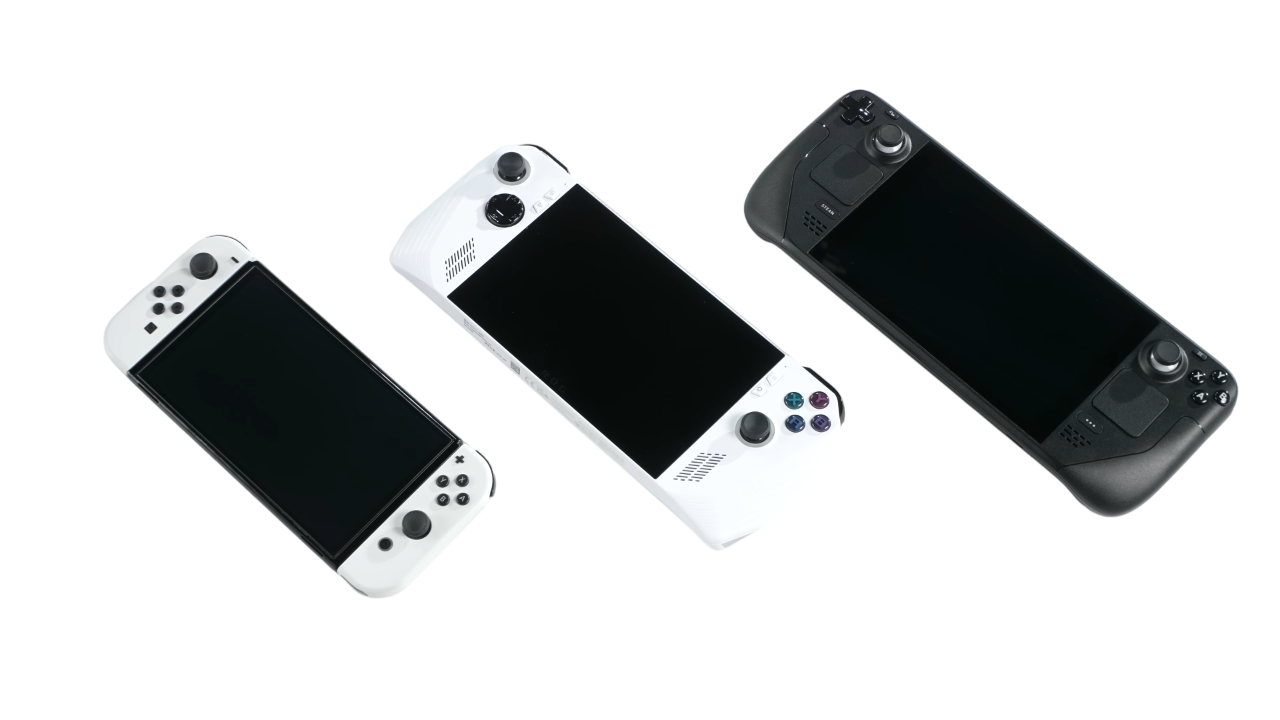
Le succès de la Nintendo Switch impulse l'essor de nouvelles consoles portables tout en participant à l'émergence du marché des consoles hybrides. De gauche à droite : la Nintendo Switch OLED (2021), l'Asus ROG Ally (2023) et le Steam Deck (2022).

En septembre 2023, Eurogamer et Video Games Chronicle révèlent qu'à l'occasion de la Gamescom à Cologne, Nintendo a convié les développeurs tiers à une présentation privée du successeur de la Nintendo Switch. Les performances de la nouvelle console auraient notamment été illustrées avec une version graphiquement améliorée de The Legend of Zelda: Breath of the Wild, ainsi que la démonstration The Matrix Awakens basée sur Unreal Engine 5 (déjà utilisée deux ans plus tôt pour la promotion de la PlayStation 5 et de la Xbox Series X),. En janvier 2024, les organisateurs de la Game Developers Conference publient les résultats de leur enquête annuelle sur l'état de l'industrie vidéoludique, ayant interrogé 3 000 représentants de studios de toutes tailles à propos de leur activité actuelle et de leurs perspectives. 8 % d'entre eux ont déclaré être actuellement engagés dans le développement de jeux pour le successeur de la Nintendo Switch, et 32 % ont déclaré que celle-ci était la plate-forme qui les intéressait le plus (elle se place ainsi en troisième position derrière le PC, à 62 %, et la PlayStation 5, à 41 %),.
Si des rumeurs affirmaient que la Nintendo Switch 2 devait initialement être lancée à la fin de l'année 2024, Bloomberg News rapporte en février 2024 que Nintendo a informé les éditeurs d'une sortie repoussée au début de l'année 2025. Le quotidien japonais Nikkei ajoute que ce retard est destiné à prévenir les pénuries et la revente à profit des scalpers. En août 2024, GamesIndustry.biz et Eurogamer rapportent que la console ne serait pas lancée avant avril 2025. Le fabricant d'accessoires Bigben Interactive ainsi que sa filiale Nacon prévoient alors que la console sortirait au cours des deux premiers semestres de l'année fiscale suivante pour Nintendo, soit entre le 1er avril 2025 et le 30 septembre 2025. En septembre 2024, des images supposées du système sont divulguées sur le site communautaire Reddit, avec des détails recoupant de précédentes rumeurs. Le mois suivant, en octobre 2024, la société Game Freak est touchée par une importante violation de données, laissant fuiter plusieurs documents relatifs au développement de futurs jeux Pokémon et au successeur de la Nintendo Switch, cité sous le nom de code « Ounce ».
Début janvier 2025, au cours du salon CES 2025 organisé à Las Vegas, le fabricant d'accessoires Genki, non soumis à un accord de non-divulgation, expose des maquettes de la Switch 2. Celles-ci sont remarquées pour leurs dimensions plus importantes (la dalle mesurant 8 pouces de diagonale d'après IGN), le système de fixation magnétique des nouveaux Joy-Con, la présence d'un bouton supplémentaire siglé C sur le Joy-Con droit et celle d'un deuxième port USB-C sur la tranche supérieure de la console. Des vidéos révèlent également la présence de capteurs optiques sur la tranche des Joy-Con et donnent un aperçu des coloris de base (noir avec accents bleus et rouges autour des joysticks et sur la tranche). Après avoir déclaré que ces maquettes se basaient sur un modèle de Switch 2 mis à leur disposition, Genki se dédit finalement face à un engouement non anticipé et déclare n'avoir fait qu'exploiter d'autres fuites,. Cette rétractation a lieu après un communiqué de Nintendo où la firme souligne que les maquettes présentées ne sont pas officielles et nie avoir fourni de quelconques éléments matériels à Genki. Quelques jours plus tard, à la suite de la présentation officielle de la console par Nintendo, des observateurs notent que ces ultimes fuites concordent avec les informations officielles.

### Annonce

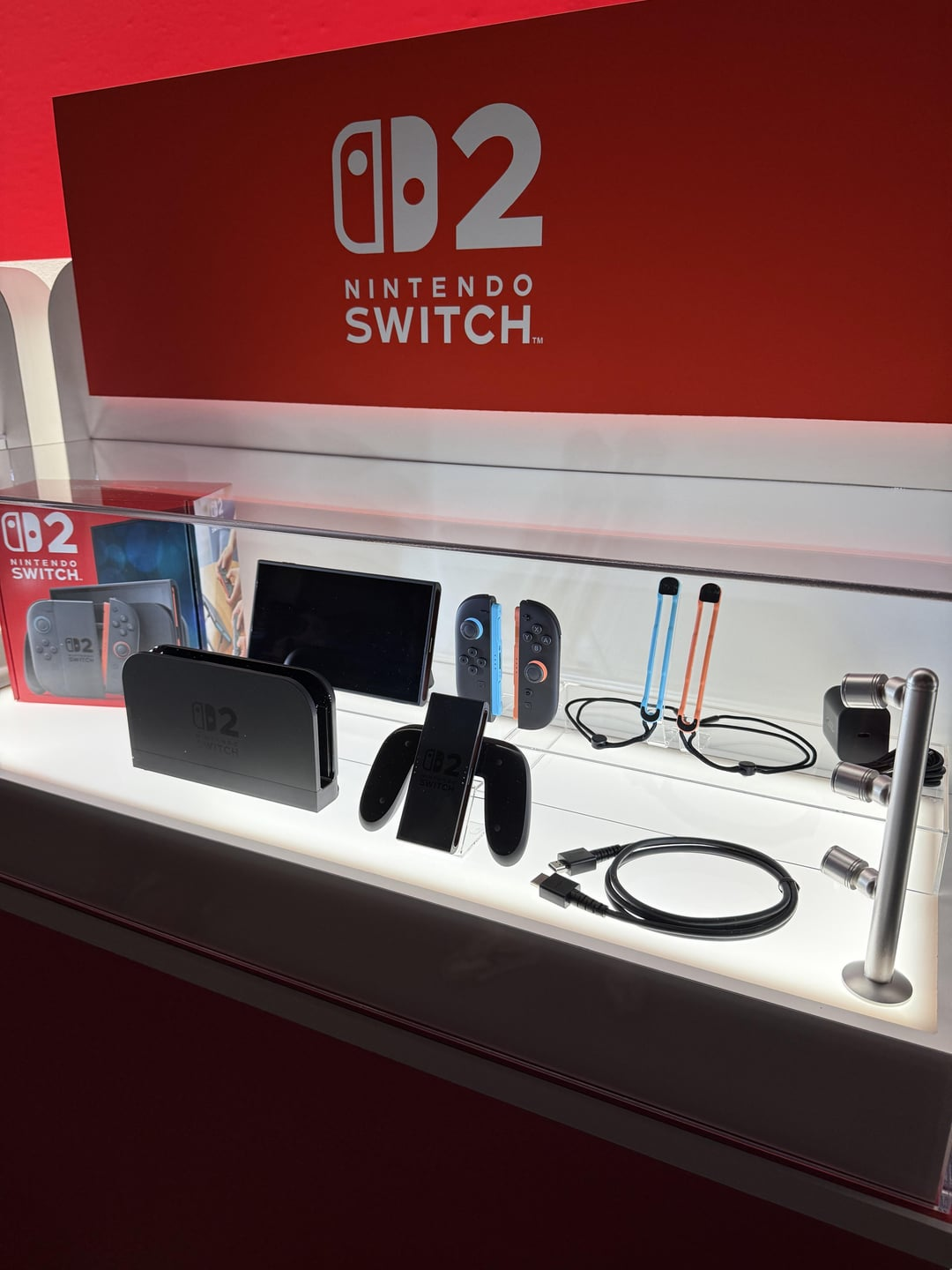
Présentation de la Nintendo Switch 2 et de certains de ses accessoires lors de la Nintendo Switch 2 Experience, à New York.

Le 7 mai 2024, Shuntarō Furukawa, président de Nintendo, annonce sur X que la firme lèvera le voile sur le successeur de la Nintendo Switch dans le courant de l'année fiscale, soit d'ici le 31 mars 2025. La Nintendo Switch 2 est finalement présentée le 16 janvier 2025 à 13 h UTC dans un court teaser proposant un aperçu matériel de la console et des images du prochain opus de la série Mario Kart,. Après cette annonce, jugée « sans surprise ni grande originalité » par certains observateurs, l'action de Nintendo chute de 7 %. Un Nintendo Direct dédié à la console est diffusé le 2 avril 2025, dévoilant ses nouvelles fonctionnalités, plusieurs titres de Nintendo et des éditeurs tiers ainsi que sa date de sortie. La console est ensuite proposée à l'essai dans le cadre de la Nintendo Switch 2 Experience, une série d'événements de démonstration organisés du 4 au 6 avril 2025 à Paris et New York, et au cours des semaines suivantes dans plusieurs villes autour du monde, jusqu'en mai 2025 et juin 2025 à Melbourne et Séoul respectivement,.
Dans le cadre de la promotion de la Nintendo Switch 2, Nintendo of America s'associe aux Ligues majeures de baseball et aux Mariners de Seattle pour promouvoir la console sur les maillots de l'équipe au cours de la saison 2025. En avril 2025, Nintendo diffuse une publicité pour la console mettant en scène l'acteur Paul Rudd, dans un clin d'œil à une publicité de la Super Nintendo où il est apparu 34 ans auparavant.
Au cours du Nintendo Direct du 27 mars 2025, Nintendo a annoncé l'application Nintendo Today, disponible le jour même pour les appareils iOS et Android. Ce nouveau canal est destiné servir de principal relai d'actualités et de calendrier pour l'écosystème Nintendo, diffusant quotidiennement des nouvelles liées au matériel, aux logiciels, aux services et aux événements à venir de la Nintendo Switch 2 à compter du 2 avril 2025.

### Lancement

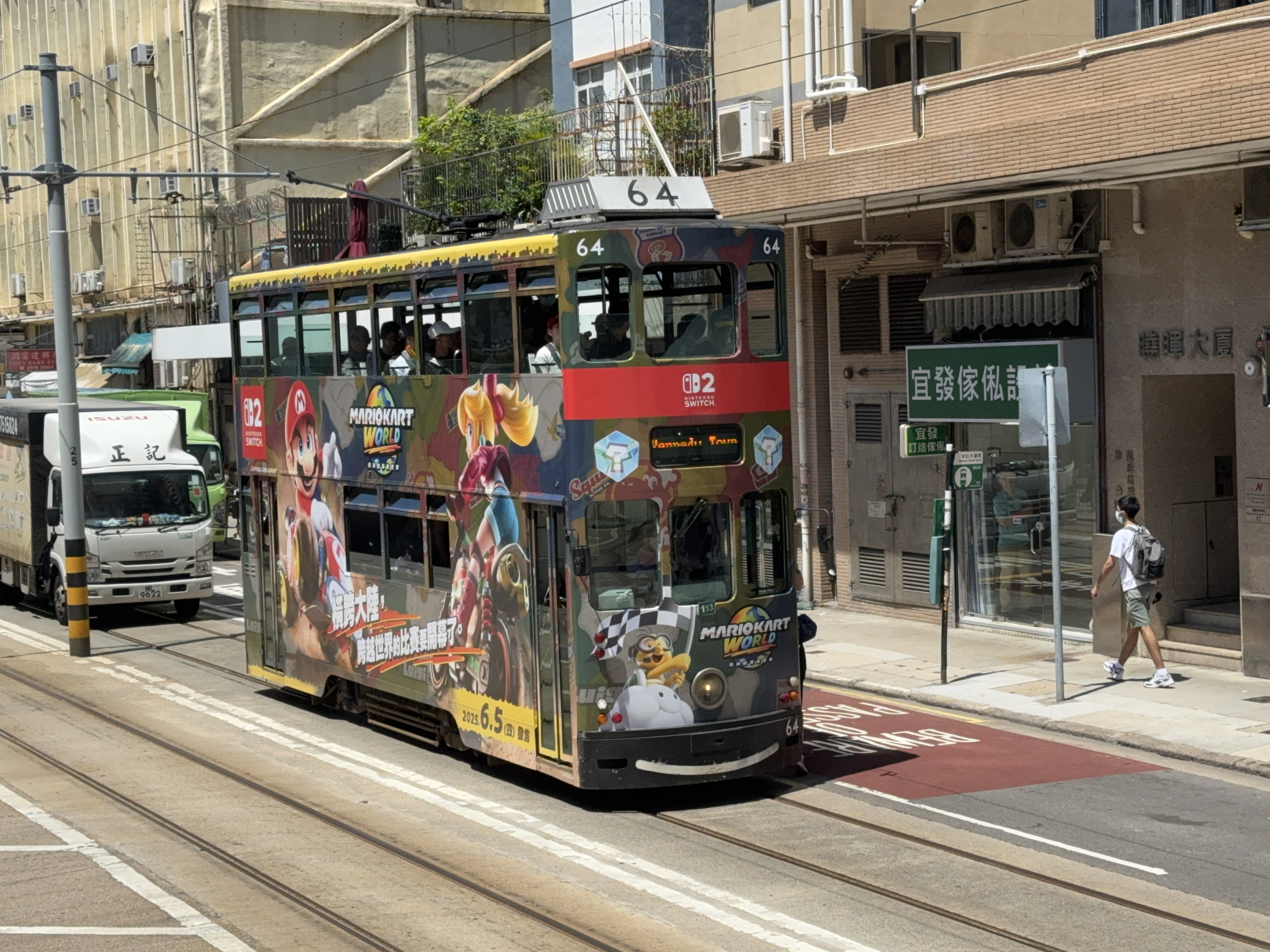
Publicité de Mario Kart World sur un tramway, à Hong Kong.

Si le lancement de la Nintendo Switch 2 a eu lieu le 5 juin 2025, les précommandes commencent dans la plupart des régions le 2 avril,. En Europe, les prix de vente conseillés sont de 469,99 € pour la console seule et de 509,99 € pour le pack incluant un code de téléchargement pour Mario Kart World. Au Japon, la console est proposée en deux variantes : une version uniquement en japonais à 49 980 ¥ et une version multilingue à 69 980 ¥. Pour éviter les problèmes de revente au Japon, une Nintendo Switch 2 verrouillée est vendue au détail spécifiquement dans le pays à un prix réduit, la version multilingue étant commercialisée uniquement via la boutique en ligne de Nintendo. Dans d'autres régions, alors que les précommandes ont été rendues disponibles auprès des détaillants, une liste d'attente de précommandes est établie pour acheter directement auprès de la boutique en ligne, mais en demandant à ce que les utilisateurs aient un compte Nintendo et un temps de jeu établi, entre autres exigences.
Plusieurs mois avant la sortie de la console, Nintendo a stocké des « centaines de milliers » d'exemplaires aux États-Unis afin de réduire le risque de pénuries. Nintendo a également déplacé une partie de la production et de l'approvisionnement en pièces détachées de la Chine vers l'Asie du Sud-Est, en particulier le Viêt Nam, afin d'éviter des tarifs douaniers imposés spécifiquement à la Chine. L'ouverture des précommandes aux États-Unis, initialement prévue pour le 9 avril, est repoussée sine die en raison des nouveaux droits de douanes imposés par le gouvernement américain « afin d'évaluer l'impact potentiel des droits de douane et l'évolution des conditions du marché ». L'ouverture des précommandes est également repoussée au Canada « afin de s’aligner sur le calendrier des précommandes aux États-Unis » selon Nintendo Canada. Ce report n'affecte pas la date de lancement. Les précommandes américaines sont finalement ouvertes le 24 avril avec un tarif inchangé de 449,99 $.

## Matériel

### Console
La Nintendo Switch 2 est une console hybride constituée d'une tablette à laquelle viennent se fixer deux contrôleurs amovibles appelés Joy-Con 2. À l'instar de son aînée, la Nintendo Switch, elle est conçue pour être utilisable de différentes manières : en mode portable (en anglais : handled mode), avec les Joy-Con 2 attachés ; en mode sur table (tabletop mode), avec la béquille déployée ; en mode téléviseur (docked mode), avec la tablette placée dans sa station d'accueil. Dans ce contexte, les Joy-Con 2 peuvent être utilisés ensemble comme une seule et même manette ou séparément comme deux petites manettes autonomes.
Le design de la Nintendo Switch 2 est similaire à celui de la Nintendo Switch. Elle est plus grande mais conserve la même épaisseur. Outre les ports existants du design de la Nintendo Switch (un port USB-C inférieur servant d'alimentation et d'interface avec la station d'accueil, une prise casque et un emplacement pour cartouches), le boîtier est équipé d’un second port USB-C situé sur la tranche supérieure, facilitant le chargement, et permettant de brancher une caméra,. La béquille, élargie et désormais en forme de U, permet d'adapter l'angle de la console jusqu'à ce qu'elle soit quasiment à plat en « mode sur table »,. 
La Nintendo Switch 2 emploie une dalle LCD, de diagonale 7,9 pouces (20,07 cm) et d'une résolution de 1080p, avec un taux de rafraîchissement variable pouvant atteindre 120 Hz,. L'écran est compatible HDR. Côté audio, elle est équipée d'un microphone avec réduction de bruit et contrôle automatique du gain, et met en œuvre l'audio 3D,.
En matière de traitement, la console est basée sur un système sur puce conçu sur mesure : le Nvidia Tegra T239 (nom de code « Drake »). Celui-ci intègre un processeur ARM Cortex-A78C huit cœurs, dont six mis à disposition pour les jeux et deux réservés au système. Le processeur graphique custom, basé sur l'architecture Ampere, est doté de 1 536 cœurs CUDA. Le circuit embarque 12 Go de mémoire (dont 9 Go pour les jeux) répartis sur deux puces de 6 Go ; ils offrent une bande passante d'environ 102 Go/s (en mode téléviseur) et 68 Go/s (en mode portable). L'interface mémoire LPDDR5X 128 bits est évaluée à 8 533 MT/s. Ces spécifications permettent à la Nintendo Switch 2 d'implémenter la technologie d'upscaling DLSS (en) conçue par Nvidia, le ray tracing ainsi que le rafraîchissement à fréquence variable via Nvidia G-SYNC en mode portable (grâce aux cœurs tenseurs et RT). Enfin, elle prend en charge le NFC et le Wi-Fi 6.
La Nintendo Switch 2 propose 256 Go de stockage interne en UFS 3.1, une capacité largement supérieure aux 32 Go et 64 Go des modèles Nintendo Switch. Le stockage peut être étendu à l'aide d'une carte microSD Express (jusqu'à 2 To de capacité supplémentaire), seul type de carte permettant de charger des jeux. Les cartes microSDHC et microSDXC (aussi utilisées par la Nintendo Switch), dotées de vitesses de lecture et d'écriture moindres, ne peuvent être utilisées que pour visionner des captures d'écran et des vidéos,. 
La console est principalement alimentée en mode portable par une batterie interne rechargeable au lithium-ion de 5 220 mAh non amovible. Nintendo communique une autonomie estimée comprise entre 2 et 6,5 heures, précisant que l'autonomie effective dépend des logiciels utilisés. La batterie peut être rechargée via l'un ou l'autre des ports USB-C. Le temps de recharge estimé avoisine 3 heures lorsque la console est en mode veille.
La station d'accueil de la Nintendo Switch 2 revisite le design de celui de la Nintendo Switch, y ajoutant notamment un connecteur Ethernet intégré, et un ventilateur de refroidissement. En mode téléviseur, l'affichage peut atteindre 1440p à 120 Hz ou une résolution 4K à 60 Hz et avec HDR. En outre, d'après The Verge, la communication à travers le port USB-C est désormais chiffrée, rendant la console a priori incompatible avec toute station d'accueil issue de fabricants tiers.
En dehors du Japon, la Nintendo Switch 2 n'utilise pas de verrouillage régional. Sur son marché domestique, Nintendo commercialise le modèle international multilingue standard aux côtés d'un modèle moins cher qui ne fonctionne qu'avec les comptes Nintendo japonais et ne supporte aucune autre langue ; l'offre est vue comme un effort pour attirer les consommateurs japonais et lutter contre la faiblesse du yen. 
Le 9 mai 2025, Nintendo publie une mise à jour du contrat d'utilisation et de la politique de confidentialité, statuant qu'en cas de non-respect par les utilisateurs de la Nintendo Switch 2, la firme pourrait « rendre les services de compte Nintendo et/ou l'appareil Nintendo applicable inutilisable de manière permanente, en tout ou en partie », cette démarche visant à lutter contre le piratage et l'émulation de jeux. L'accord s'applique également en cas d'installation de logiciels non autorisés ou de modification du matériel pour en augmenter les performances.

### Manettes

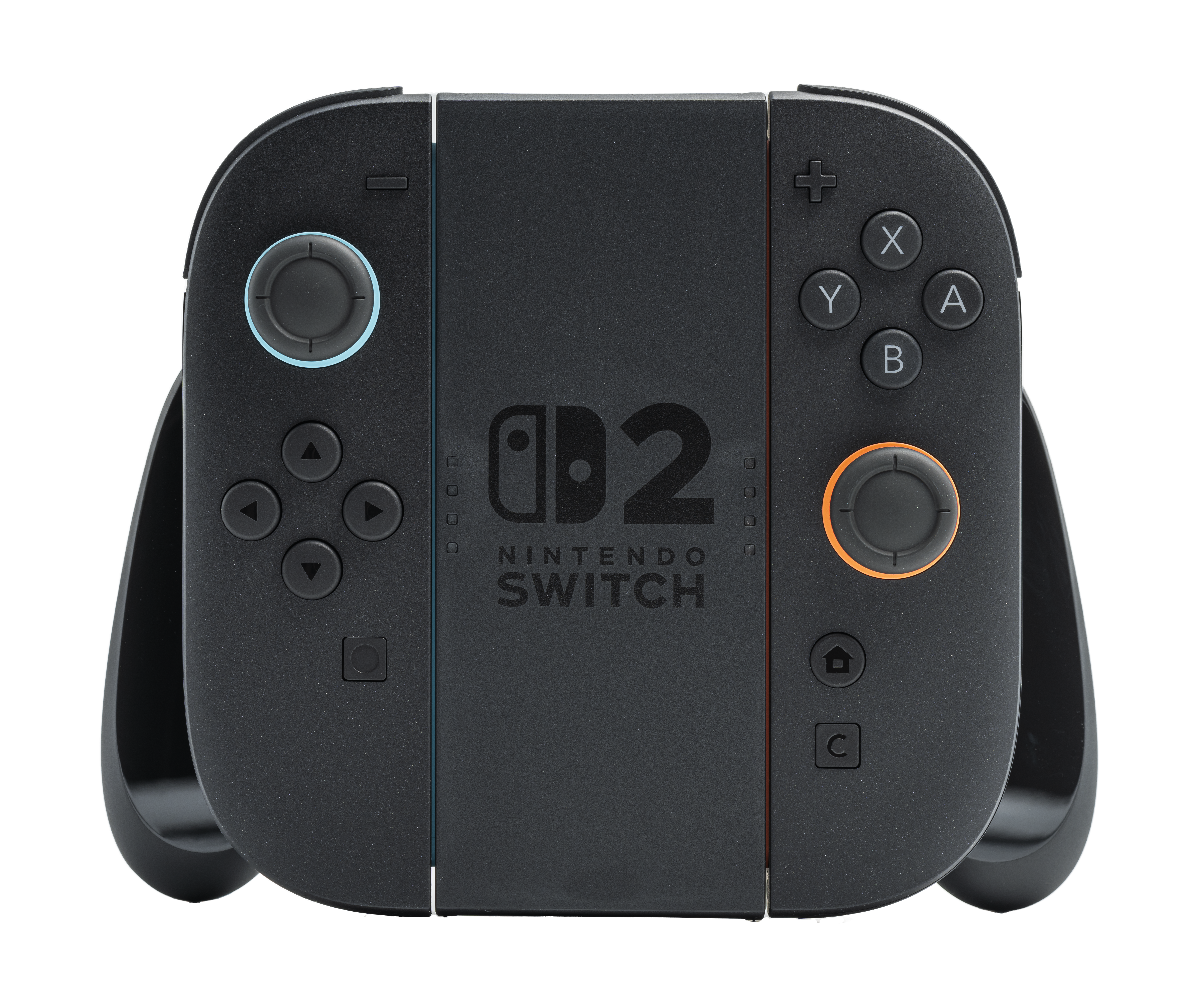
Les Joy-Con 2 fixés à leur support.

La Nintendo Switch 2 utilise une nouvelle version des Joy-Con. Les manettes Joy-Con 2 présentent un design revu. Comme ceux de la Nintendo Switch, ils peuvent être utilisés en étant fixés à la console, séparés et attachés à leur dragonne amovible, ou encore solidarisés à l'aide d'un support (en anglais : grip) afin de s'adapter aux différents modes de jeu. Ils comportent chacun un joystick, deux boutons sur la tranche, et sur la face avant, six ou sept boutons dont les quatre plus gros sont regroupés en croix.
Les premiers modèles de Joy-Con 2 sont de couleur noire avec des accents bleus et rouges à la base des joysticks et sur la tranche,,. Les sticks analogiques sont décrits par Nintendo comme étant plus grands, plus lisses et plus durables que leurs équivalents de première génération. Les boutons SL et SR sur le côté des manettes ont été agrandis, les gâchettes sont élargies et un bouton C est ajouté en façade du Joy-Con 2 droit pour accéder à la nouvelle fonction GameChat,,.
Les Joy-Con 2 disposent d'une toute nouvelle fixation magnétique, remplaçant le système de glissière caractéristique de leurs prédécesseurs,. Les aimants, intégrés au châssis de la console, accrochent les boutons SL et SR, désormais métalliques. Les manettes se détachent grâce à des ergots mobiles situés sur la tranche, déployés par l'appui sur des boutons situé sous les gâchettes. 
Les Joy-Con 2 embarquent des capteurs optiques qui leur permet d'être utilisés comme souris d'ordinateur en les faisant glisser sur la tranche (dans la limite des jeux compatibles),. Chacun abrite une batterie de 500 mAh dont l'autonomie est estimée à 20 heures. Les manettes se rechargent lorsqu'elles sont connectées à la console ou un support de chargement. Le capteur infrarouge présent dans les Joy-Con de première génération a été supprimé.

### Spécifications techniques
| Console                         | Console |
| ------------------------------- | --- |
| Dimensions                      | - Environ 11,43 cm de hauteur, 27,18 cm de largeur et 1,4 cm d'épaisseur (avec les manettes Joy-Con 2 attachées). - L'épaisseur maximale, des extrémités des sticks de commande aux parties saillantes des boutons ZL/ZR, est de 3 cm. |
| Poids                           | - Environ 0,4 kg, et environ 0,54 kg avec les Joy-Con 2 attachés. |
| Écran                           | - Écran tactile capacitif - Écran LCD à large gamme de couleurs de 7,9 pouces (20,07 cm) - Résolution de 1 920 × 1 080 pixels - Prise en charge du HDR10 - VRR (en) jusqu'à 120 Hz - Processeur personnalisé conçu par NVIDIA - Mémoire flash 256 Go (UFS 3.1) - Une partie du stockage est réservée pour le système d'exploitation. - LAN sans fil (Wi-Fi 6) - Bluetooth - En mode téléviseur, la Nintendo Switch 2 peut être connectée via le port LAN filaire de la station d'accueil. |
| Sortie vidéo                    | - Sortie via connecteur HDMI en mode téléviseur - Résolution maximale de 3 840 × 2 160 (4K) à 60 i/s (mode téléviseur) - Prise en charge du 120 i/s pour les résolutions 1 920 × 1 080 et 2 560 × 1 440 - Prise en charge du HDR10 - Résolution maximale de 1 920 × 1 080 en mode sur table et en mode portable, en fonction de la résolution de l'écran. |
| Sortie audio                    | - Prise en charge de la sortie PCM linéaire 5.1 - Sortie via connecteur HDMI en mode téléviseur - Un effet de son multicanal peut être appliqué lors de la sortie vers des écouteurs ou le haut-parleur intégré (cet effet nécessite une mise à jour du système). |
| Haut-parleurs                   | - Stéréo |
| Microphone                      | - Microphone intégré (mono) - Suppression du bruit, annulation d'écho et contrôle automatique du gain |
| Boutons                         | - Bouton d'alimentation - Boutons de volume |
| Ports USB-C                     | - 2 ports USB-C - Le port du bas est utilisé pour charger la console et la connecter à la station d'accueil. Le port du haut est utilisé pour connecter des accessoires ou charger la console, notamment en mode sur table. |
| Prise audio                     | - Mini-jack stéréo 3,5 mm à 4 contacts (norme CTIA) |
| Port pour cartouches de jeu     | - Compatible avec les cartouches de jeu Nintendo Switch 2 et Nintendo Switch. |
| Port pour stockage externe      | - Compatible uniquement avec les cartes microSD Express (jusqu'à 2 To) - Les cartes microSD non compatibles avec microSD Express ne peuvent être utilisées que pour copier des captures d'écran et des vidéos depuis la Nintendo Switch. |
| Capteurs                        | - Accéléromètre, gyroscope et capteur de mouvement situés dans les Joy-Con - Capteur de luminosité situé dans la console |
| Environnement de fonctionnement | - Température : 5-35 °C - Humidité : 20-80 % |
| Batterie interne                | - Batterie lithium-ion 5 220 mAh - Autonomie d'environ 2 à 6,5 heures selon l'utilisation - Recharge en approximativement 3 heures (console en mode veille) |
| Station d'accueil               | |
| Dimensions                      | - Environ 11,43 cm de hauteur, 20,06 cm de largeur et 5,08 cm d'épaisseur - La hauteur inclut les 0,2 cm ajoutés par les pieds situés sous le châssis. |
| Poids                           | - Environ 0,38 kg |
| Ports                           | - 2 ports USB (compatibles USB 2.0) sur le côté - Connecteur système - Port adaptateur secteur - Port HDMI - Port LAN (8P8C) |

## Logiciel

### Distribution physique
Certains jeux de la Nintendo Switch 2 peuvent être obtenus en format physique. Les cartouches de jeu ont le même format que celles de la Nintendo Switch, qui sont également acceptées par la console,. Les nouvelles cartouches offrent une vitesse de lecture plus élevée et sont de couleur rouge, ce qui les distingue des cartouches noires de la Switch. Comme ces dernières, elles sont enduites de benzoate de dénatonium, un composé chimique au goût très amer destiné à en prévenir l'ingestion.
Pour les jeux sur Nintendo Switch 2, Nintendo inaugure un nouveau type de support : les « cartes clés de jeu » (en anglais : Game-Key cards). Celles-ci ne contiennent pas de données du jeu mais un simple code permettant de télécharger et authentifier de façon systématique une copie numérique du jeu. Une connexion à Internet est requise au premier lancement du jeu et les lancements subséquents peuvent avoir lieu hors ligne. Contrairement aux achats numériques, la cartouche doit demeurer insérée tout au long de chaque session de jeu. Enfin, au contraire des copies numériques classiques, les cartouches ne sont pas attachées au compte Nintendo du premier acquéreur et peuvent donc être prêtées ou vendues.

### Rétrocompatibilité et améliorations
En plus des jeux exclusifs Nintendo Switch 2, la console est rétro-compatible avec la majorité des jeux Nintendo Switch, bien que le support puisse être limité voire indisponible pour certains titres,. Contrairement à la rétrocompatibilité proposée sur ses précédentes consoles, Nintendo propose ici une solution intermédiaire entre un émulateur logiciel et une compatibilité matérielle du fait des écarts de composants. Ainsi, des tests individuels des différents jeux doivent être effectués pour déterminer leur compatibilité, ce qui représente 122 jeux Nintendo et plus de 15 000 jeux d'éditeurs tiers.
Certains jeux de la Nintendo Switch bénéficient d'un support amélioré sur la Nintendo Switch 2, visant à offrir de meilleurs graphismes (en termes de résolution et d'images par seconde) ou de nouvelles fonctionnalités. Les mises à jour peuvent être gratuites, vendues séparément ou disponibles via le pack d'extension Nintendo Switch Online. La sélection initiale inclut notamment Super Mario Odyssey et Pokémon Écarlate et Violet, qui bénéficient de mises à jour de performances gratuites sans contenu supplémentaire. D'autres jeux Nintendo Switch sont réédités en version physique ou numérique avec le sous-titre « Nintendo Switch 2 Edition », dont The Legend of Zelda: Breath of the Wild et The Legend of Zelda: Tears of the Kingdom, disponibles dès le lancement de la console. Super Mario Party Jamboree et Kirby et le monde oublié bénéficient quant à eux de contenu téléchargeable additionnel. Enfin, certains jeux prévus pour sortir sur Nintendo Switch en 2025, comme Metroid Prime 4: Beyond et Légendes Pokémon : Z-A, bénéficieront aussi d'une « Nintendo Switch 2 Edition » proposant des améliorations techniques,. Ces éditions seront également compatibles avec la Nintendo Switch. 

### Services numériques

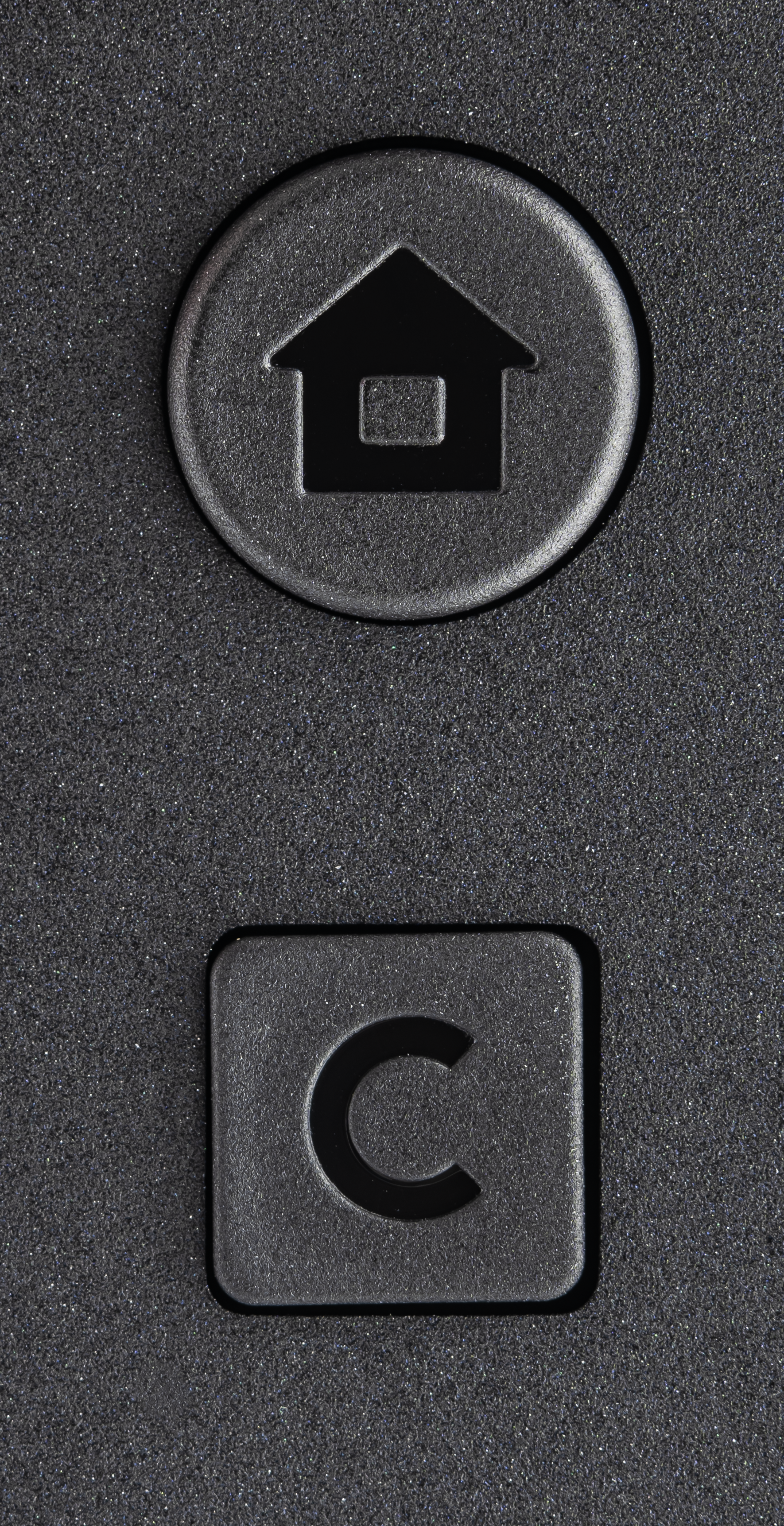
Détail du Joy-Con 2 droit mettant en évidence le bouton Home (en haut) et le bouton C (en bas), lequel permet d'accéder à la fonction GameChat.

La console est compatible avec le service Nintendo Switch Online,, bien que le service de bons pour jeux ne soit pas disponible pour les jeux exclusifs à la Nintendo Switch 2. Pour les abonnés à l'option Pack additionnel, bénéficiant sur Nintendo Switch d'un accès aux catalogues de jeux issus des consoles Nintendo 64, Game Boy Advance et Mega Drive, la Nintendo Switch 2 ajoute la possibilité d'accéder à une sélection de jeux GameCube sous le label « Nintendo Classics ». Certains titres, comme F-Zero GX, sont proposés avec des fonctionnalités de jeu multijoueur en ligne. À l'occasion, une manette Nintendo Switch 2 adoptant le design du contrôleur GameCube est commercialisée dès le lancement de la console.
La console embarque un service de discussion baptisé GameChat permettant aux utilisateurs de mener des chats vocaux et de partager leur écran avec d'autres joueurs. GameChat prend en charge les appels vidéo sous forme de visioconférence à l'aide d'une webcam optionnelle. L'accès rapide au service est permis par le nouveau bouton C présent sur le Joy-Con 2 droit et sur les autres contrôleurs Nintendo Switch 2. Ces fonctionnalités sont mises à profit dans des jeux comme Super Mario Party Jamboree et son extension Jamboree TV. L'utilisation du chat est gratuite jusqu'au 31 mars 2026, après quoi un abonnement payant au Nintendo Switch Online sera nécessaire. 
Le 27 mars 2025, lors d'un Nintendo Direct consacré à la Nintendo Switch, Nintendo annonce une nouvelle fonctionnalité permettant au possesseur d'un jeu dématérialisé d'en créer une cartouche virtuelle afin de le passer d'une console à une autre ou le prêter à des membres de son groupe familial pour une durée limitée, cette fonction étant également compatible avec la Nintendo Switch 2. La console propose également la fonctionnalité GameShare, qui permet le partage local de jeux à d'autres joueurs le temps d'une partie. Ce dispositif accorde le partage de jeux de la Nintendo Switch 2 sur des modèles de première génération, une possibilité utilisée par les modes coopératifs de certains jeux exclusifs à la console tels que Donkey Kong Bananza.

## Réception

### Ventes
En quatre jours de commercialisation, la console se vend à 3,5 millions d'exemplaires, ce qui représente « un record pour une console Nintendo » et pour le jeu vidéo de manière générale. Les ventes de lancement de la Nintendo Switch 2 au cours de ces quatre premiers jours ont été deux fois plus importantes que celles de la Nintendo Switch, et ce dans toutes les régions du monde. Notamment, la console bat le record de ventes au Japon avec près de 948 000 exemplaires écoulés, un score surpassant les plus de 329 000 exemplaires vendus du premier modèle de Nintendo Switch à son lancement. En Europe, des chiffres records sont aussi réalisés comme en France avec 169 000 exemplaires et en Espagne avec 73 000 exemplaires. Au Royaume-Uni, même si la console ne bat pas de record, elle devient le troisième meilleur lancement avec 160 000 exemplaires vendus ainsi que la console Nintendo la plus rapidement vendue sur le territoire, à l'instar des États-Unis. Ces ventes sont le reflet d'une demande qui « dépasse largement les attentes » et a pour conséquence l'apparition de pénuries dans plusieurs pays, un constat qu'illustrait déjà, au Japon, l'organisation de loteries auxquelles participent 2,2 millions de personnes inscrites pour assurer une précommande de la console malgré l'offre limitée,.
Au 30 juin 2025, la Nintendo Switch 2 s'est écoulée à 5,82 millions d'exemplaires dans le monde, avec 8,67 millions de jeux vendus, dont 5,63 millions de Mario Kart World. La console dépasse les six millions de copies vendues en sept semaines de commercialisation, avec une demande qui dépasse l'offre dans de nombreux pays.
| Date         | Japon    | Japon    | Amérique | Amérique | Europe   | Europe   | Autres   | Autres   | Total    | Total    |
| Date         | Matériel | Logiciel | Matériel | Logiciel | Matériel | Logiciel | Matériel | Logiciel | Matériel | Logiciel |
| ------------ | -------- | -------- | -------- | -------- | -------- | -------- | -------- | -------- | -------- | -------- |
| 30 juin 2025 | 1,27     | 1,76     | 2,08     | 3,31     | 1,34     | 2,42     | 1,13     | 1,17     | 5,82     | 8,67     |

### Controverses
Le prix de lancement de la console s'avère plus élevé que les prévisions émises par des analystes financiers comme ceux de Bloomberg LP, qui prédisaient alors un prix de départ à 400 $ aux États-Unis, indépendamment de l'impact des tarifs douaniers sur les produits étrangers importés aux États-Unis qui sont entrés en vigueur en février 2025. Alors, lorsque le prix de la Nintendo Switch 2 est révélé comme étant de 449,99 $ en Amérique — soit 50 % de plus que celui du modèle original de la Nintendo Switch lors de son lancement —, il est vivement critiqué pour être trop élevé. Dans le même temps, certains jeux de la Nintendo Switch 2 sont annoncés au prix de 80 $, ce qui suscite des critiques supplémentaires. Compte tenu de ces chiffres, ces prix font de la Nintendo Switch 2 la console la plus chère de Nintendo depuis plus de 30 ans, une fois ajusté à l'inflation. En Europe, avec un prix conseillé de 469,99 € — soit 42 % de plus que la Switch —,  de nombreux joueurs estiment que le prix de la Nintendo Switch 2 est trop élevé. 
À ce sujet, le président de Nintendo of America, Doug Bowser, s’est exprimé en reconnaissant que certaines personnes n’auraient pas les moyens de se procurer la Nintendo Switch 2 et qu’ils continueraient par conséquent de rendre disponible la première Nintendo Switch. Il a ajouté, en ce qui concerne le prix américain de la Nintendo Switch 2, qu'il n'était pas basé sur les tarifs imposés par le gouvernement américain le 2 avril 2025, mais est élevé en raison du fait que la Nintendo Switch 2 est l'équivalent d'une console haut de gamme, qui est commercialisée aux côtés des trois modèles de Nintendo Switch de première génération. Enfin, il précise à ce propos que les expéditions de la Nintendo Switch 2 avaient déjà été stockées à l'échelle mondiale en vue de sa sortie à ce stade, et qu'il était donc peu probable que les droits de douane affectent la date de sortie de la console.
Si le prix de la console est globalement élevé pour une console Nintendo, représentant environ 26 % d'un SMIC, il est finalement assez proche du tarif du modèle standard du Steam Deck, vendu initialement à pertes, alors que la Nintendo Switch 2 propose notamment un écran plus grand et de meilleure qualité et que la station d'accueil est intégrée. De plus, la hausse du prix des jeux — dont le prix conseillé augmente de 10 € par rapport à la Nintendo Switch — semble correspondre à un ajustement à l'inflation, le prix des jeux Nintendo concordant globalement avec environ 4 % du SMIC depuis 2006. L'augmentation du prix des jeux en version physique est enfin expliqué par l'utilisation de cartes avec vitesse de lecture rapide, qui coûtent plus cher mais permettent de limiter l'impact sur les performances pour les joueurs préférant jouer en version physique.